# Grande Prêmio da Hungria de Motovelocidade

Circuito de Balatonring

O Grande Prêmio da Hungria de MotoGP foi um evento integrante do Mundial de MotoGP em 1990 e 1992.

## Vencedores
| Ano  | Circuito                                                         | 125 cc                                                           | 250 cc                                                           | 500 cc                                                           | Resumo                                                           |
| ---- | ---------------------------------------------------------------- | ---------------------------------------------------------------- | ---------------------------------------------------------------- | ---------------------------------------------------------------- | ---------------------------------------------------------------- |
| 1990 | Hungaroring                                                      | Loris Capirossi (Honda)                                          | John Kocinski (Yamaha)                                           | Mick Doohan (Honda)                                              | Detalhes                                                         |
| 1991 | Não realizado, o circuito estava passando por obras de melhoria. | Não realizado, o circuito estava passando por obras de melhoria. | Não realizado, o circuito estava passando por obras de melhoria. | Não realizado, o circuito estava passando por obras de melhoria. | Não realizado, o circuito estava passando por obras de melhoria. |
| 1992 | Hungaroring                                                      | Alessandro Gramigni (Aprilia)                                    | Luca Cadalora (Honda)                                            | Eddie Lawson (Cagiva)                                            | Detalhes                                                         |